# Baseball Tengoku
Baseball Tengoku é uma canção de Hironobu Kageyama lançada em single pela first smile entertainment em 17 de junho de 1999.

## Produção
O single possui duas canções e suas versões em karaokê. Ambas foram usadas no programa Excite Nighter, rádio TBS 954 do Japão, que falava de basebol. O lado A foi a música-tema do programa, enquanto o lado B tocava para durante anúncios de resultados de outras partidas.
As letras de ambas as faixas ficou com o letrista Yuu Aku, que já havia trabalhado com Kageyama em um de seus primeiros singles de anisons, "Uchuusen Sagittarius"
A composição da faixa-título ficou com Daisuke Inoue, que já havia trabalhado com Kageyama compondo o tema de abertura homônimo de Hikari Sentai Maskman. Entre seus maiores sucessos está "Ai Senshi", a música tema da trilogia de filmes Mobile Suit Gundam. Já os arranjos ficaram com Kenji Yamamoto, que trabalhou em inúmeras trilhas sonoras de animes, muitas da franquia Dragon Ball Z, inclusive fazendo o arranjo da primeira abertura, "Cha-La Head-Cha-La".
A composição do lado B ficou sob a tutela de Masatoshi Sakashita, que tem uma vasta experiência compondo para trilhas sonoras de animes, como Cybaster.

## Recepção
Sobre a faixa-título, o site Gate 34, especializado em basebol, disse que "como outras músicas de Kageyama, é cheia de energia, tem um bom ritmo e notas altas. Parece ser difícil de cantar." Diz também que "a canção tem a atmosfera de um jogo noturno de uma noite quente de versão, ou de um estádio lotado no centro da cidade onde nem dá para ficar em pé direito. É a vibe do basebol moderno." Destaca também as letras, comparando-as com estar na arquibancada.
Sobre o lado B, elogia que é sobre jogadas inusitadas e o formato "conversa bonita" da letra.

## Legado
Kageyama incluiu ambas as faixas em sua coletânea comemorativa BEST & LIVE.

## Faixas
| N.º            | Título                       | Letras         | Música              | Arranjo        | Duração |  |
| 1.             | "Baseball Tengoku"           | Yuu Aku        | Daisuke Inoue       | Kenji Yamamoto | 4:53    |  |
| 2.             | "Utau Chin Play"             | Y. Aku         | Masatoshi Sakashita | Takeo Miratsu  | 4:31    |  |
| 3.             | "Baseball Tengoku (Karaokê)" | instrumental   | D. Inoue            | K. Yamamoto    | 4:53    |  |
| 4.             | "Utau Chin Play (Karaokê)"   | instrumental   | M. Sakashita        | T. Miratsu     | 4:28    |  |
| Duração total: | Duração total:               | Duração total: | Duração total:      | Duração total: | 18:45   |  |